# Herbert Reinecker
Herbert Reinecker (Hagen, 24 december 1914 – Kempfenhausen am Starnberger See, 27 januari 2007) was een Duits journalist en schrijver, die bekend is geworden als de scenarioschrijver van Duitse politieseries (krimis), zoals Der Kommissar en Derrick. Ook de verhalen in de serie Mensen zoals jij en ik, waarin Kees Brusse verschillende rollen speelde, zijn van zijn hand. Hij gebruikte ook wel de pseudoniemen Alex Berg en Herbert Dührkopp.

## Loopbaan
Reinecker begon zijn journalistieke loopbaan in 1935 bij een nazitijdschrift voor jongeren en volgde een cursus draaiboekschrijven.
Tijdens de Tweede Wereldoorlog was hij werkzaam als oorlogsverslaggever voor de Waffen-SS in onder meer Rusland en Vlaanderen. Hij liep hierbij dysenterie op, waar hij bijna aan overleed. Reinecker schreef mede het scenario voor de propagandafilm Junge Adler. Ook schreef hij een aantal toneelstukken en werkte hij bij diverse nazibladen. Vanaf 1942 leidde hij Junge Welt, het tijdschrift van de Hitlerjugend. Op 5 april 1945 schreef hij het laatste hoofdartikel voor het SS-blad Das Schwarze Korps.
In 1955 kreeg Reinecker de Bundesfilmpreis voor zijn draaiboek van de film Canaris (over de Duitse admiraal Wilhelm Canaris).
Daarna kwam Reinecker bij de radio en de televisie terecht. In de jaren zestig begon hij stukken te schrijven voor de Duitse televisie. Aan het einde van dat decennium verscheen zijn eerste politieserie op televisie. Deze Der Kommissar genaamde reeks, die uit 97 afleveringen bestond, verliep zeer succesvol. Vanaf 1974 volgde de politieserie Derrick, die eveneens hoog scoorde en waarvoor hij alle 281 afleveringen schreef. Ook was Reinecker betrokken bij de politieserie Siska die in 1998 begon. Hij schreef hiervoor vier episodes.
Behalve draaiboeken en toneelstukken schreef Reinecker ook hoorspelen, romans, jeugdboeken en korte verhalen. Vanwege een oogziekte was hij op het einde van zijn leven niet meer in staat om te schrijven, maar moest hij zijn verhalen op een bandrecorder vastleggen.
Hij overleed begin 2007 op 92-jarige leeftijd.
- Biblioteca Nacional de España: XX1647223
- Bibliothèque nationale de France: cb12402073t (data)
- Gemeinsame Normdatei: 118906755
- International Standard Name Identifier: 0000 0001 1026 4403
- Library of Congress Control Number: n86823941
- Nationale Bibliotheek van Letland: 000006617
- Nationale Bibliotheek van Tsjechië: xx0009384
- Nationale Bibliotheek van Israël: 987007342175805171
- Nationale Bibliotheek van Polen: a0000002874676
- Nederlandse Thesaurus van Auteursnamen: 072600284
- Système universitaire de documentation: 050502751
- Virtual International Authority File: 49310133
- WorldCat: E39PBJdcBhxMpFHVXGYyPt7GpP